# Incus
Incus är en beteckning som ges till ett cumulonimbusmoln som har ett kännetecken i dess övre del i form av ett städ med glättat, trådigt eller strimmigt utseende. Detta städ består av iskristaller och breder ut sig då molnet i sitt uppåtsträvande växande stöter på ett inversionsskikt, vanligen tropopausen.
Incus förekommer endast hos huvudmolnslaget cumulonimbus. "Incus" kommer från latin och betyder "städ".
Det finns teorier om att det är mot detta städ som åskguden Tor slår sin hammare, Mjölner och därmed bildar åska.

## Galleri

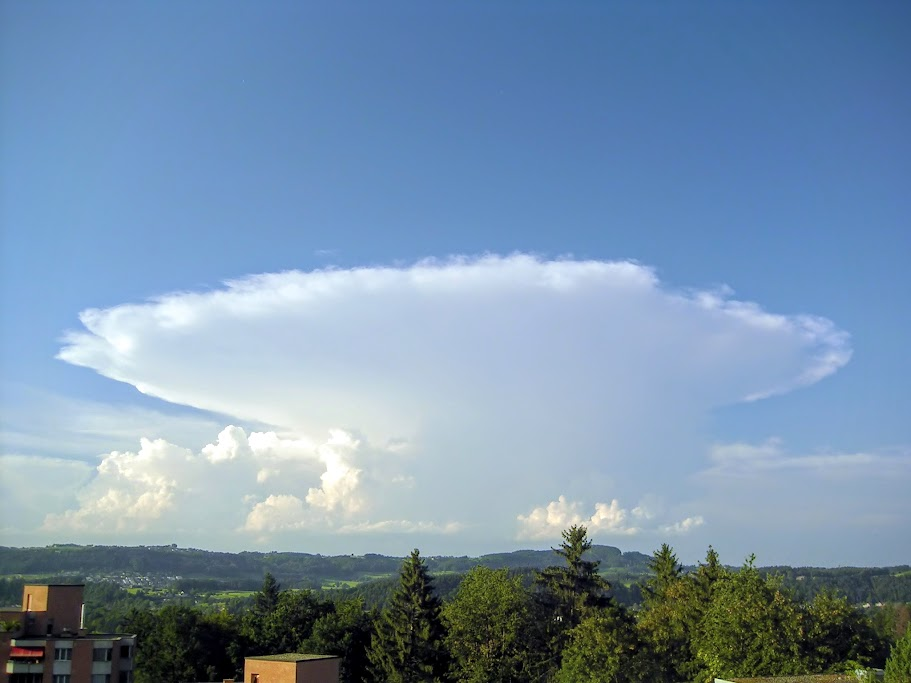
Ett cumulonimbus med stort städ
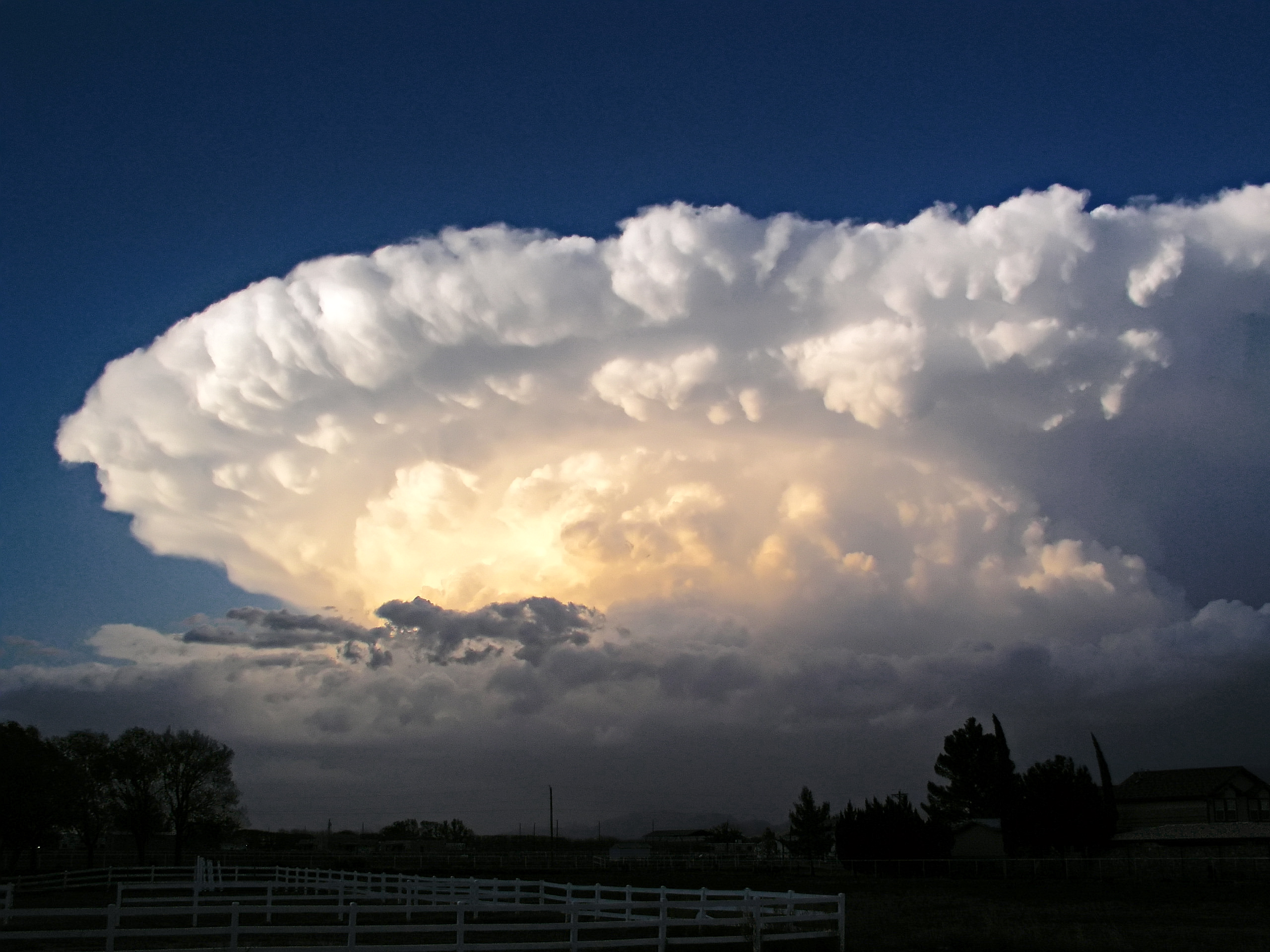
En supercell med stort städ
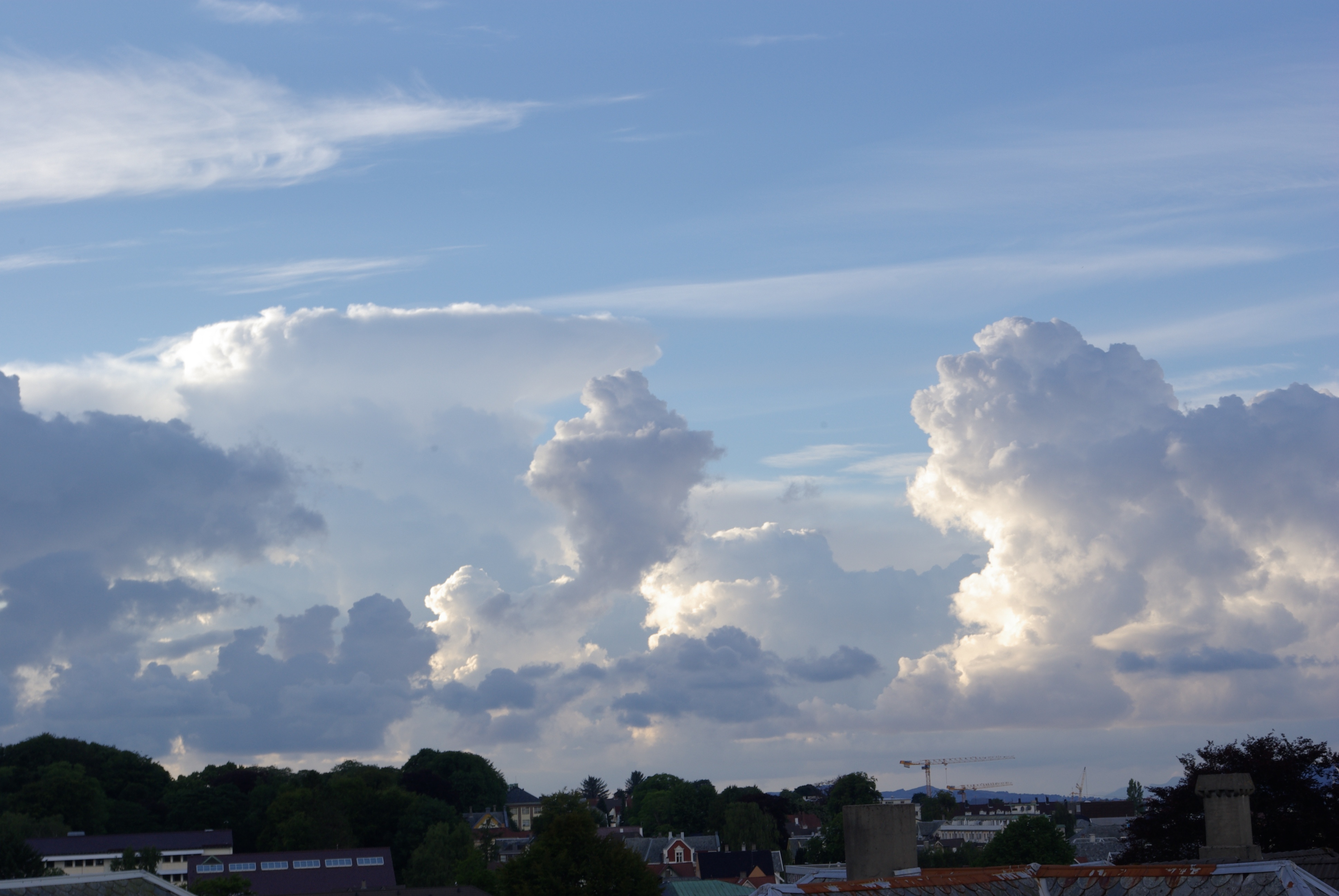
Molnen i förgrunden är cumulonimbus under utveckling, medan det i bakgrunden syns ett cumulonimbus med städ.
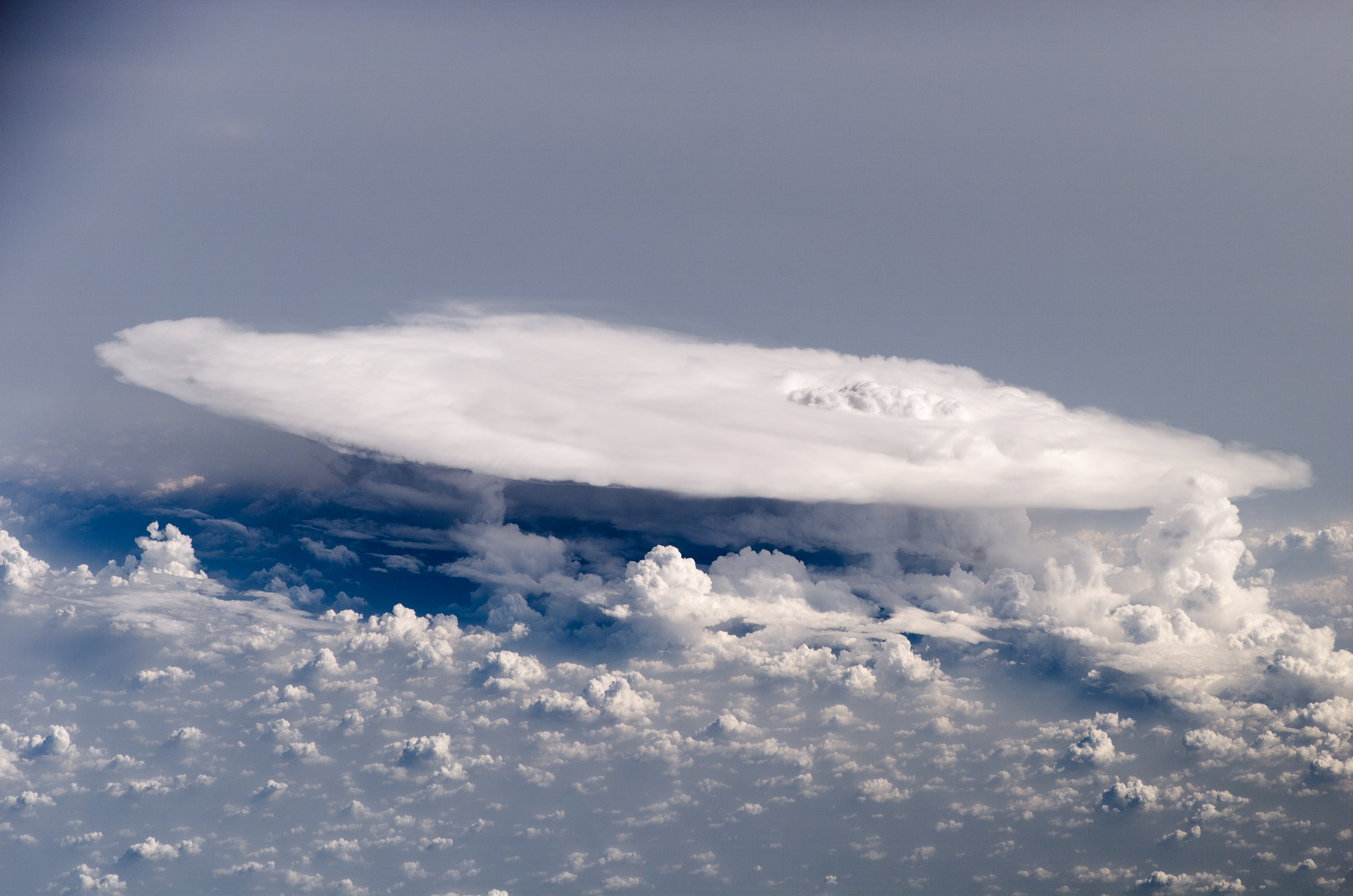
Ett cumulonimbus incus över Afrika sett från rymden.